# Myofasciite à macrophages
 (octobre 2022).
 (février 2021).
La myofasciite à macrophages (MFM) est une entité tissulaire caractérisée par des lésions musculaires infiltrées par des macrophages. Ces lésions sont visualisées à l'analyse de tissu musculaire au microscope lors d'une biopsie musculaire. La MFM est responsable d'un syndrome pseudo-grippal : douleurs musculaires et articulaires, une fatigue et une légère fièvre. Bien qu'il ne soit pas établi que cette entité histologique soit associée à un quelconque syndrome clinique, certains lui associent des symptômes variables.

## Définition
Pour le Comité consultatif mondial sur la sécurité des vaccins de l'OMS (GACVS, de l'anglais : Global Advisory Committee on Vaccine Safety), la MFM se caractérise par une « infiltration centripète de l’épimysium, du périmysium et de l’endomysium périfasciculaire par des cellules négatives à la réaction acide periodique de Schiff (PAS) appartenant à la lignée macrophagique et porteuses d’inclusions cristallines osmiophiles »,, avec « absence de nécrose (des cellules épithélioïdes et géantes) et de figures de mitose, et des lésions à peine visibles au niveau des fibres ». En 2004, l'OMS ajoute la présence d'une « nécrose musculaire microscopique » autour des inclusions d'aluminium.
Le diagnostic est établi par une biopsie du muscle (généralement le deltoïde en France) qui la met en évidence.
Les inclusions (en) dans les macrophages sont constituées de sels d'aluminium ; ceci a été montré par des études via microsonde nucléaire, microanalyse aux rayons X et spectrométrie d'absorption atomique.

## Épidémiologie
La myofasciite à macrophage est décrite seulement en France, à quelques exceptions près.
La myofasciite à macrophages est essentiellement retrouvée chez l'adulte, mais des lésions ont été décelées chez de jeunes enfants (biopsie du quadriceps).

## Tableau clinique
Il n'est pas établi que cette entité histologique soit associée à un quelconque syndrome clinique d'après les conclusions de l'OMS et de l'Afssaps en 2004, ainsi que du HCSP en 2013. Cependant, certains ont pu lui associer des symptômes variables.

## Histoire

### Découverte (1993-1998)
La découverte de la myofasciite à macrophages (MFM) s’est faite en plusieurs étapes à partir de 1993, par Michelle Coquet, neuropathologiste à Bordeaux, et autour en France du travail du Groupe Nerf-Muscle du Département de Pathologie de Hôpital Henri Mondor de Créteil, et le Groupe d’études et de recherche sur les maladies musculaires acquises et dysimmunitaires (GERMMAD) de l’Association française contre les myopathies. La myofasciite à macrophages (MFM) est décrite pour la première fois en août 1998 dans le journal The Lancet,.

### Par l'OMS
À la fin des années 1990, l'existence d'une lésion histologique de myofasciite était bien établie, mais la notion éventuelle de « maladie » associée à cette lésion demeurait controversée, notamment parce que ce syndrome n'a d'abord été décrit épidémiologiquement qu'en France (« à quelques exceptions près » remarquait le Comité consultatif mondial sur la sécurité des vaccins de l'OMS en 1999), alors que le mode très « internationalisé » de préparation des vaccins rend peu probable une anomalie pharmaceutique qui se limiterait à un seul pays.
Parmi les hypothèses discutées en 1999 par ce comité :
- il pourrait peut-être exister « un groupe de sujets chez lesquels l’élimination de l’aluminium présent dans le deltoïde se ferait difficilement[2] » ;
- une dysfonction des macrophages (génétique ou acquise) pourrait être en jeu[2] ;
- ce phénomène pourrait être « la queue de la distribution normale qui décrit la cinétique d’élimination de l’aluminium et la réponse tissulaire locale à cet élément dans la population générale[2] » ;
- d'autres estimaient qu'il pourrait ne s'agir que d'une lésion réactionnelle locale à l'aluminium, sans conséquence à distance et donc sans expression clinique, car cette lésion n'est pas retrouvée[réf. nécessaire] ailleurs qu'au point d'injection, tandis que les symptômes rapportés sont divers et peu spécifiques, voisins de ceux observés dans d'autres entités cliniques telles que la fibromyalgie ou le syndrome de fatigue chronique ;
- l'augmentation de la fréquence de ce syndrome en France pourrait être expliquée par le fait que dans ce pays, « la voie intramusculaire étant désormais préférée à la voie sous-cutanée[2] », ou par l'apparition du vaccin contre l'hépatite B dans « une population d’adultes neufs chez lesquels la réaction inflammatoire locale est vraisemblablement plus forte qu’après des vaccinations de rappel[2] » et/ou par un meilleur dépistage en France depuis 1998, notamment parce que c'est en France que le problème a d'abord été décrit ;
- des indices d'associations avec une affection auto-immune concomitante existent. l'OMS a en 1999 vivement recommandé d’« entreprendre des recherches sur une association éventuelle avec une maladie auto-immune[2]. »

L'OMS crée un Comité consultatif de l'OMS pour la sécurité des vaccins, qui rencontre en 1999 des représentants du GERMMAD, des experts en matière de maladies neuromusculaires ou des adjuvants aluminiques, du Secrétariat d’État français à la santé et à l’action sociale, de l’Agence française de sécurité sanitaire des produits de santé ainsi que des représentants de l’industrie.
Sur la base des « faits » qui lui ont été soumis, ce comité a reconnu « l’existence d’une entité histopathologique distincte appelée myofasciite à macrophages, caractérisée d’une part par la présence, dans le deltoïde, d’amas denses, persistants et localisés, de macrophages positifs au PAS accompagnés d’inclusions cristallines osmiophiles d’aluminium, et d’autre part par une réaction inflammatoire chronique focale », en précisant qu'il « existe, à l’appui de ces observations, des données faisant état de lésions passagères comparables chez des animaux de laboratoire après injection intramusculaire de vaccins contenant de l’aluminium », mais en posant trois questions à résoudre :
1. La MFM est-elle uniquement attribuable à des vaccins contenant de l’hydroxyde d’aluminium (ou d'ailleurs à ceux contenant du phosphate d’aluminium)[2] ?
2. Un antigène vaccinal existe-t-il dans le muscle lésé[2] ?
3. Les biopsies du deltoïde ont-elles été pratiquées au point d’injection ? (« encore qu’il soit probable que tel ait été le cas la plupart du temps étant donné que la pratique recommandée consiste à vacciner et à effectuer les biopsies sur le bras non dominant[2]. ») Remarque : les biopsies musculaires étant rarement pratiquées, hormis chez les malades présentant des symptômes de myopathie, la comparaison avec la population en bonne santé était dans les années 1990 impossible[2].

La piste des vaccins aluminiques a ensuite été écartée par certaines autorités sanitaires nationales alors que le Comité consultatif mondial sur la sécurité des vaccins de l'OMS invitait néanmoins à poursuivre la recherche et à élargir le nombre d'échantillons et la population épidémiologiquement étudiée pour « établir s’il existe une association entre des lésions MMF locales et tout symptôme ou affection générale », concluant en 1999 qu'au vu des « limites des connaissances actuelles, la MMF ne se rattache pas à des pathologies telles que la myopathie inflammatoire, la dermatomyosite, la polymyosite, la myosite à inclusions et la fasciite à éosinophiles. Les données actuelles n’établissent ni n’excluent la possibilité d’une maladie générale affectant d’autres organes » ; « Il existe de nombreux mécanismes immunitaires qui pourraient être à l’origine du passage d’une immunoréaction locale à une affection généralisée et la question doit être étudiée plus à fond ». Le Comité estimait en 1999 ne pas disposer de données suffisantes pour remettre en cause l'aluminium dans les vaccins, tout en recommandant « vivement d’entreprendre des recherches afin d’évaluer les aspects cliniques, épidémiologiques, immunologiques et biologiques de cette pathologie ».
En 2002, une étude épidémiologique sur l'homme était en cours. Et des résultats préliminaires obtenus sur le modèle animal (singe et chez plusieurs souches de rat de laboratoire montraient une persistance à long terme de l’aluminium et les modifications histopathologiques au point d’injection du vaccin avec une « très faible réaction inflammatoire locale, sans autres symptômes ou conséquences » selon le comité, de même pour les études comparant le taux de macrophages chez les sujets bien portants et chez des sujets touchés par des MFM. Le comité en 2002 estimait que les MFM pourraient être un simple marqueur de la vaccination avec persistance prolongée d’aluminium au point d’injection, sans conséquences remettant en cause l'adjuvant aluminium dans les vaccins.
Cette étude cas-témoins entamée en 2002 a comparé des témoins (ayant une biopsie musculaire ne révélant pas de MFM) et des patients (les cas) ayant une MFM, selon le site de la biopsie, le sexe, l’âge et le délai entre la vaccination et la biopsie, pour chercher une éventuelle association entre MFM et syndrome clinique spécifique. Une probabilité d’avoir reçu des vaccins contenant de l’hydroxyde d’aluminium comme adjuvant était effectivement plus élevée chez les patients touchés par la MFM, qui présentaient aussi plus de signes de fatigue et de signes fonctionnels apparentés que les témoins (avec fatigue plus fréquente en début d'évolution ; c'est elle qui souvent a conduit à la biopsie musculaire), mais les myalgies et arthralgies n'étaient pas toujours associées aux MFM. On n'a pas observé d'autre différence des symptômes et des facteurs de risque spécifique aux patients atteints de MFM. Selon le Comité consultatif de l'OMS pour la sécurité des vaccins (GACVS), cette étude ne permet pas de penser que la MFM puisse être liée à des symptômes cliniques ou une maladie spécifique quelconque.
Selon le GACVS, le fait que la MFM soit principalement observé en France, pourrait être dû au fait qu'on pratique dans ce pays des biopsies du deltoïde alors que dans beaucoup d’autres pays d'autres muscles sont plus volontiers choisis et être aussi expliqué par « la très large promotion de la vaccination anti-hépatite B chez l’adulte. »
En mai 2004, le comité estime que l' « agrégat macrophagique inflammatoire comportant des inclusions cristallines et accompagné d’une nécrose musculaire microscopique » observé dans les biopsies de certains patients vaccinés pourrait n'être qu'« une sorte de « tatouage » laissée par la vaccination) », sans preuve de véritable affection ou maladie clinique. L'OMS n'estime pas pouvoir reconnaitre l'existence d'un syndrome spécifique associé car à ce jour (2004) :
- la prévalence de la MFM dans la population générale n’est pas encore connue[4] ;
- les patients examinés ne l'ont pas été dans le cadre d'études épidémiologiques appariés à des témoins (condition permettant d'éliminer les principaux facteurs et risques de confusion ou de détecter d'autres explications possibles)[4] ;
- on ignore si les patients qui n’avaient pas de MFM à la biopsie « et qui ont reçu antérieurement un vaccin aluminique sont porteurs de la lésion typique de la MFM à un autre endroit du muscle, celle-ci ayant échappé à la biopsie »[4] ;
- on ignore toujours si la lésion est présente ou non chez les vaccinés ne présentant pas de signes de MFM et si elle signe ou non un dysfonctionnement des macrophages ou n'est que « l’extrémité de la distribution normale dans la population de l’élimination de l’aluminium et de la réponse tissulaire locale ».

### En France
Après une étude épidémiologique, le conseil de l'AFSSAPS a ainsi conclu en 2004 qu'en l'état actuel des connaissances, aucun syndrome clinique spécifique n'est retrouvé associé à la vaccination avec des vaccins contenant des adjuvants aluminiques.[source secondaire nécessaire]
En 2013, dans son rapport « Aluminium et vaccins », le Haut Conseil de la santé publique (HCSP) estime que les données scientifiques disponibles ne permettent pas de remettre en cause la sécurité des vaccins contenant de l’aluminium. Le HCSP met en garde contre « les conséquences, en matière de réapparition de maladies infectieuses, […] résultant d’une remise en cause des vaccins contenant de l’aluminium en l’absence de justification scientifique ».[source secondaire nécessaire]
En 2016, l'académie de pharmacie a produit un rapport sur les adjuvants aluminiques. Elle constate aussi que le lien de cause à effet entre la présence persistante de l'aluminium au niveau du site d'injection du vaccin et son incorporation du métal dans les macrophages, et la MFM n'est pas démontré.[source secondaire nécessaire]

### Bataille politique (depuis 2001)
En mai 2001, une association de malades se constitue : Association d'« Entraide aux Malades de la Myofasciite à Macrophages » (E3M)
En juillet 2012, l'association E3M (Entraide aux Malades de Myofasciite à Macrophages) dénonce le retrait progressif du marché des seuls vaccins encore sans aluminium décidé à partir de 2008 par les laboratoires. En 2014, l'association E3M porte plainte contre X pour faux et usage de faux, escroquerie, atteinte à l'intégrité de la personne, mise en danger de la personne/risque causés à autrui,. L'association conteste les raisons pour lesquelles Sanofi a justifié le retrait des vaccins sans aluminium.
Depuis juillet 2011, « 250 parlementaires ont interpellé le ministère de la santé sur la question des sels d’aluminium et des vaccins. »[source secondaire nécessaire]
En mars 2012, les députés du « groupe d'étude sur la vaccination » formulent onze « recommandations » dont l'une est un moratoire sur l’aluminium vaccinal, en attendant que des études précisent les risques qu'elles pourraient ou non faire encourir aux personnes vaccinées (principe de précaution). L'association E3M souligne que le phosphate de calcium, autrefois utilisé comme adjuvant, est une alternative « immédiatement disponible » à l'aluminium.

« Les maladies rares font clairement partie des orientations stratégiques qui doivent être données à notre recherche clinique et fondamentale. L'exemple de la myofasciite à macrophages démontre, s'il le fallait, la nécessité de faire progresser nos connaissances. […] Vous pouvez compter sur moi et le parti socialiste pour porter ce sujet, dans la campagne et au-delà si nos concitoyens le décident. Une plus grande vigilance et une réévaluation plus régulière du rapport bénéfices/risques des différents produits m'apparaît essentielle. Cette règle s'applique aux médicaments mais aussi aux vaccins, aux principes actifs comme aux adjuvants, qu'il s'agisse d'hydroxyde d'aluminium ou d'une autre molécule. Je veillerai à ce que tous les travaux scientifiques soient pris en compte pour déterminer la dangerosité des produits de santé et à ce que le doute profite au patient. »

« La nature des adjuvants utilisés dans leur fabrication doit faire l'objet d'une attention particulière et doit être communiquée aux familles afin qu'elles soient pleinement informées. Elles doivent également avoir le choix de faire procéder aux vaccinations obligatoires par des vaccins sans sel d'aluminium, d'autant plus que cela était le cas jusqu'en 2008. »

[source secondaire nécessaire]
En octobre 2012, l'Association santé environnement France, publie une synthèse sur l'aluminium. Selon l'ASEF, « 1 000 cas de MFM ont été identifiés par biopsie musculaire en France (dans cinq centres d’anatomo-pathologie en France), mais cette pathologie décrite récemment semble très sous-diagnostiquée car elle est encore mal connue des professionnels de santé ». En novembre 2012, les chercheurs qui ont découvert la maladie estiment qu'il existe une part de la population (jusqu'à 5 % de la population, selon le Pr Romain Gherardi) qui est génétiquement prédisposée à ce syndrome dont les symptômes, maintenant étudiés chez 585 adultes, apparaissent en moyenne 11 mois après le vaccin. Chez eux, des cellules du système immunitaire pourraient capturer les molécules d'aluminium ou des composés d'aluminium et les transporter jusqu'au cerveau « alors même que le nombre de vaccins recommandés ne cesse d'augmenter, avec près de 200 vaccins en développement actuellement ».[source secondaire nécessaire]
Début novembre 2012, l'ANSM décide de ne pas poursuivre le financement des recherches de l'INSERM sur ce sujet dans le cadre de son appel à projets, tout en affirmant être intéressé par le sujet, mais alors que Romain Gherardi et l'équipe référente mondiale depuis 15 ans sur cette question n'ont selon lui « jamais reçu un centime d'argent public pour ses recherches ».[réf. nécessaire] Selon France info, l'ANSM assure s'intéresser à la question, mais mettrait en doute la rigueur des travaux du scientifique — l'aluminium utilisé sur les rats ne serait pas le même que l'aluminium vaccinal. Mi novembre 2012, des spécialistes de la question tels que Romain Gherardi (France), Christopher Exley (Grande-Bretagne), Christopher Shaw (Canada) ou Yehuda Shoenfeld (Israël) s'associent, soutenus par le Réseau Environnement Santé (RES) et l'association Entraide aux Malades de Myofasciite à Macrophages pour protester dans une lettre ouverte à la ministre de la Santé (Marisol Touraine) et lors d'une conférence de presse contre le non-financement de leurs recherches alors que selon leurs derniers travaux épidémiologiques, concernant la « nocivité des sels d’aluminium », on est passé « du soupçon aux certitudes », au moins pour certains profils génétiques.[source secondaire nécessaire]
En 2012, l'association E3M lance une grève de la faim pour protester contre le retrait des crédits de recherche. La grève s'achève le 19 décembre après que l'association a obtenu gain de cause.[réf. nécessaire]